# Arsenal Football Club 2021-2022
Questa voce raccoglie le informazioni riguardanti l'Arsenal Football Club nelle competizioni ufficiali della stagione 2021-2022.

## Stagione
Questa stagione è la 30ª in Premier League per l'Arsenal, la 102ª stagione consecutiva nel massimo campionato inglese. Oltre alla partecipazione in Premier League, l'Arsenal prenderà parte alla FA Cup ed alla EFL Cup, senza però partecipare ad alcuna coppa europea, per la prima volta dalla stagione 1995-96. In Premier League i Gunners terminano quinti, mancando il ritorno in Champions League e accontentandosi della qualificazione in Europa League, dopo un acceso duello con il Tottenham risoltosi solo all'ultima giornata. Nelle coppe nazionali arrivano le eliminazioni al terzo turno contro il Nottingham Forest in FA Cup e in semifinale contro il Liverpool in League Cup.

## Maglie e sponsor
È stato confermato adidas come sponsor tecnico, così come lo sponsor ufficiale Fly Emirates e lo sleeve sponsor Visit Ruanda.
| Casa | Trasferta | Terza divisa |

## Rosa
Rosa, numerazione e ruoli, tratti dal sito ufficiale, sono aggiornati al 31 gennaio 2022.
| N. |                        | Ruolo | Calciatore                           |
| -- | ---------------------- | ----- | ------------------------------------ |
| 1  | Germania (bandiera)    | P     | Bernd Leno                           |
| 2  | Spagna (bandiera)      | D     | Héctor Bellerín                      |
| 3  | Scozia (bandiera)      | D     | Kieran Tierney                       |
| 4  | Inghilterra (bandiera) | D     | Ben White                            |
| 5  | Ghana (bandiera)       | C     | Thomas Partey                        |
| 6  | Brasile (bandiera)     | D     | Gabriel                              |
| 7  | Inghilterra (bandiera) | C     | Bukayo Saka                          |
| 8  | Norvegia (bandiera)    | C     | Martin Ødegaard                      |
| 9  | Francia (bandiera)     | A     | Alexandre Lacazette (capitano)       |
| 10 | Inghilterra (bandiera) | C     | Emile Smith Rowe                     |
| 11 | Uruguay (bandiera)     | C     | Lucas Torreira                       |
| 12 | Brasile (bandiera)     | A     | Willian                              |
| 13 | Islanda (bandiera)     | P     | Rúnar Alex Rúnarsson                 |
| 14 | Gabon (bandiera)       | A     | Pierre-Emerick Aubameyang (capitano) |
| 15 | Inghilterra (bandiera) | C     | Ainsley Maitland-Niles               |
| 16 | Inghilterra (bandiera) | D     | Rob Holding                          |
| 17 | Portogallo (bandiera)  | D     | Cédric Soares                        |

| N. |                                 | Ruolo | Calciatore           |
| -- | ------------------------------- | ----- | -------------------- |
| 18 | Giappone (bandiera)             | D     | Takehiro Tomiyasu    |
| 19 | Costa d'Avorio (bandiera)       | A     | Nicolas Pépé         |
| 20 | Portogallo (bandiera)           | D     | Nuno Tavares         |
| 21 | Inghilterra (bandiera)          | D     | Calum Chambers       |
| 22 | Spagna (bandiera)               | D     | Pablo Marí           |
| 23 | Belgio (bandiera)               | C     | Albert Sambi Lokonga |
| 24 | Inghilterra (bandiera)          | A     | Reiss Nelson         |
| 25 | Egitto (bandiera)               | C     | Mohamed Elneny       |
| 26 | Inghilterra (bandiera)          | A     | Folarin Balogun      |
| 30 | Inghilterra (bandiera)          | A     | Eddie Nketiah        |
| 31 | Bosnia ed Erzegovina (bandiera) | D     | Sead Kolašinac       |
| 32 | Inghilterra (bandiera)          | P     | Aaron Ramsdale       |
| 33 | Inghilterra (bandiera)          | P     | Arthur Okonkwo       |
| 34 | Svizzera (bandiera)             | C     | Granit Xhaka         |
| 35 | Brasile (bandiera)              | A     | Gabriel Martinelli   |
| 87 | Inghilterra (bandiera)          | C     | Charlie Patino       |

## Calciomercato

### Sessione estiva
| Acquisti         | Acquisti             | Acquisti        | Acquisti                                               |
| R.               | Nome                 | da              | Modalità                                               |
| ---------------- | -------------------- | --------------- | ------------------------------------------------------ |
| P                | Aaron Ramsdale       | Sheffield Utd   | definitivo (28 milioni €)                              |
| D                | Nuno Tavares         | Benfica         | definitivo (8 milioni €)                               |
| D                | Takehiro Tomiyasu    | Bologna         | definitivo (18,6 milioni € più 3-5 milioni € di bonus) |
| D                | Ben White            | Brighton        | definitivo (58,5 milioni €)                            |
| C                | Albert Sambi Lokonga | Anderlecht      | definitivo (17,5 milioni €)                            |
| C                | Martin Ødegaard      | Real Madrid     | definitivo (35 milioni €)                              |
| Altre operazioni |                      |                 |                                                        |
| R.               | Nome                 | da              | Modalità                                               |
| D                | Sead Kolašinac       | Schalke 04      | fine prestito                                          |
| D                | William Saliba       | Nizza           | fine prestito                                          |
| C                | Mattéo Guendouzi     | Hertha Berlino  | fine prestito                                          |
| C                | Lucas Torreira       | Atlético Madrid | fine prestito                                          |

| Cessioni         | Cessioni             | Cessioni            | Cessioni                    |
| R.               | Nome                 | a                   | Modalità                    |
| ---------------- | -------------------- | ------------------- | --------------------------- |
| P                | Rúnar Alex Rúnarsson | OH Lovanio          | prestito                    |
| P                | Mathew Ryan          | Brighton            | fine prestito               |
| D                | Héctor Bellerín      | Betis               | prestito                    |
| D                | David Luiz           |                     | svincolato                  |
| C                | Dani Ceballos        | Real Madrid         | fine prestito               |
| C                | Joe Willock          | Newcastle Utd       | definitivo (29,4 milioni €) |
| A                | Reiss Nelson         | Feyenoord           | prestito                    |
| A                | Willian              |                     | risoluzione                 |
| Altre operazioni |                      |                     |                             |
| R.               | Nome                 | a                   | Modalità                    |
| P                | Dejan Iliev          | Sereď               | prestito                    |
| D                | William Saliba       | Olympique Marsiglia | prestito                    |
| C                | Mattéo Guendouzi     | Olympique Marsiglia | prestito                    |
| C                | Lucas Torreira       | Fiorentina          | prestito (1,5 milioni €)    |

### Sessione invernale
| Acquisti         | Acquisti      | Acquisti        | Acquisti                    |
| R.               | Nome          | da              | Modalità                    |
| ---------------- | ------------- | --------------- | --------------------------- |
| D                | Auston Trusty | Colorado Rapids | definitivo (1,82 milioni €) |
| Altre operazioni |               |                 |                             |
| R.               | Nome          | da              | Modalità                    |
| P                | Dejan Iliev   | Sereď           | fine prestito               |

| Cessioni         | Cessioni                  | Cessioni            | Cessioni              |
| R.               | Nome                      | a                   | Modalità              |
| ---------------- | ------------------------- | ------------------- | --------------------- |
| D                | Calum Chambers            | Aston Villa         | definitivo (gratuito) |
| D                | Sead Kolašinac            | Olympique Marsiglia | definitivo (gratuito) |
| D                | Pablo Marí                | Udinese             | prestito              |
| D                | Auston Trusty             | Colorado Rapids     | prestito              |
| C                | Ainsley Maitland-Niles    | Roma                | prestito              |
| A                | Pierre-Emerick Aubameyang | Barcellona          | definitivo (gratuito) |
| Altre operazioni |                           |                     |                       |
| R.               | Nome                      | da                  | Modalità              |
| P                | Dejan Iliev               | AS Trenčín          | prestito              |

## Risultati

### Premier League

#### Girone di andata
| Arbitro: | Oliver |

|                        |           |  |
| Canós 22’ Nørgaard 73’ | Marcatori |  |

| Arbitro: | Tierney |

|  |           |                      |
|  | Marcatori | 15’ Lukaku 35’ James |

| Arbitro: | Atkinson |

|                                                 |           |  |
| Gündoğan 7’ Torres 12’, 84’ Jesus 43’ Rodri 53’ | Marcatori |  |

| Arbitro: | Oliver |

|                |           |  |
| Aubameyang 66’ | Marcatori |  |

| Arbitro: | Taylor |

|  |           |              |
|  | Marcatori | 30’ Ødegaard |

| Arbitro: | Pawson |

|                                        |           |         |
| Smith Rowe 12’ Aubameyang 27’ Saka 34’ | Marcatori | 79’ Son |

| Brighton 2 ottobre 2021, ore 17:30 BST 7ª giornata | Brighton | 0 – 0 referto | Arsenal | Falmer Stadium (31 266 spett.)\| Arbitro: \| Moss \| |
| Arbitro:                                           | Moss     |               |         |                                                      |

| Arbitro: | Dean |

|                               |           |                         |
| Aubameyang 8’ Lacazette 90+5’ | Marcatori | 50’ Benteke 73’ Édouard |

| Arbitro: | Pawson |

|                                            |           |            |
| Partey 23’ Aubameyang 45+6’ Smith Rowe 56’ | Marcatori | 82’ Ramsey |

| Arbitro: | Oliver |

|  |           |                           |
|  | Marcatori | 5’ Gabriel 18’ Smith Rowe |

| Arbitro: | Friend |

|                |           |  |
| Smith Rowe 56’ | Marcatori |  |

| Arbitro: | Oliver |

|                                          |           |  |
| Mané 39’ Jota 52’ Salah 73’ Minamino 77’ | Marcatori |  |

| Arbitro: | Atwell |

|                         |           |  |
| Saka 56’ Martinelli 66’ | Marcatori |  |

| Arbitro: | Atkinson |

|                                       |           |                             |
| Fernandes 44’ Ronaldo 52’, 70’ (rig.) | Marcatori | 14’ Smith Rowe 55’ Ødegaard |

| Arbitro: | Dean |

|                            |           |                |
| Richarlison 79’ Gray 90+2’ | Marcatori | 45+2’ Ødegaard |

| Arbitro: | Gillett |

|                                        |           |  |
| Lacazette 21’ Ødegaard 27’ Gabriel 62’ | Marcatori |  |

| Arbitro: | Taylor |

|                               |           |  |
| Martinelli 48’ Smith Rowe 87’ | Marcatori |  |

| Arbitro: | Marriner |

|                     |           |                                             |
| Raphinha 75’ (rig.) | Marcatori | 16’, 28’ Martinelli 42’ Saka 84’ Smith Rowe |

| Arbitro: | Scott |

|  |           |                                                                |
|  | Marcatori | 6’, 67’ Saka 44’ Tierney 84’ (rig.) Lacazette 90+1’ Smith Rowe |

#### Girone di ritorno
| Arbitro: | Atkinson |

|                          |           |                    |
| Pépé 82’ Sá 90+5’ (aut.) | Marcatori | 10’ Hwang Hee-chan |

| Arbitro: | Attwell |

|          |           |                               |
| Saka 31’ | Marcatori | 57’ (rig.) Mahrez 90+3’ Rodri |

| Arbitro: | Tierney |

|                                        |           |  |
| Kane 22’ (rig.) Harry Kane 37’ Son 47’ | Marcatori |  |

| Londra 23 gennaio 2022, ore 14:00 GMT 23ª giornata | Arsenal | 0 – 0 referto | Burnley | Emirates Stadium (59 255 spett.)\| Arbitro: \| Coote \| |
| Arbitro:                                           | Coote   |               |         |                                                         |

| Arbitro: | Oliver |

|  |           |             |
|  | Marcatori | 25’ Gabriel |

| Arbitro: | Moss |

|                            |           |                                                   |
| Werner 17’ Azpilicueta 32’ | Marcatori | 13’, 57’ Nketiah 27’ Smith Rowe 90+2’ (rig.) Saka |

| Arbitro: | Moss |

|                         |           |                |
| Smith Rowe 48’ Saka 79’ | Marcatori | 90+3’ Nørgaard |

| Arbitro: | Marriner |

|  |           |                      |
|  | Marcatori | 54’ Jota 62’ Firmino |

| Arbitro: | Pawson |

|                           |           |                                     |
| Hernández 11’ Sissoko 87’ | Marcatori | 5’ Ødegaard 30’ Saka 52’ Martinelli |

| Arbitro: | Taylor |

|                                 |           |  |
| Partey 11’ Lacazette 59’ (rig.) | Marcatori |  |

| Arbitro: | Madley |

|  |           |          |
|  | Marcatori | 30’ Saka |

| Arbitro: | Tierney |

|                                     |           |  |
| Mateta 16’ Ayew 24’ Zaha 74’ (rig.) | Marcatori |  |

| Arbitro: | Coote |

|              |           |                        |
| Ødegaard 89’ | Marcatori | 28’ Trossard 66’ Mwepu |

| Arbitro: | Bankes |

|              |           |  |
| Bednarek 44’ | Marcatori |  |

| Arbitro: | Pawson |

|                                      |           |             |
| Tavares 3’ Saka 32’ (rig.) Xhaka 70’ | Marcatori | 34’ Ronaldo |

| Arbitro: | Dean |

|           |           |                         |
| Bowen 45’ | Marcatori | 38’ Holding 54’ Gabriel |

| Arbitro: | Kavanagh |

|                 |           |              |
| Nketiah 5’, 10’ | Marcatori | 66’ Llorente |

| Arbitro: | England |

|                                |           |  |
| White 55’ (aut.) Guimarães 85’ | Marcatori |  |

| Arbitro: | Marriner |

|                                                                       |           |                   |
| Martinelli 27’ (rig.) Nketiah 31’ Soares 56’ Gabriel 59’ Ødegaard 82’ | Marcatori | 45+3’ Van de Beek |

### FA Cup
| Arbitro: | Pawson |

|             |           |  |
| Grabban 83’ | Marcatori |  |

### EFL Cup
| Arbitro: | Webb |

|  |           |                                                            |
|  | Marcatori | 17’, 45’, 62’ Aubameyang 45+1’ Pépé 50’ Saka 69’ Lacazette |

| Arbitro: | Gillett |

|                                                 |           |  |
| Lacazette 12’ (rig.) Smith Rowe 77’ Nketiah 80’ | Marcatori |  |

| Arbitro: | Marriner |

|                          |           |  |
| Chambers 55’ Nketiah 69’ | Marcatori |  |

| Arbitro: | Jones |

|                                             |           |  |
| Nketiah 17’, 49’, 58’ Pépé 27’ Patino 90+1’ | Marcatori |  |

| Liverpool 13 gennaio 2022, ore 19:45 GMT Semifinali - Andata | Liverpool | 0 – 0 referto | Arsenal | Anfield (52 377 spett.)\| Arbitro: \| Oliver \| |
| Arbitro:                                                     | Oliver    |               |         |                                                 |

| Arbitro: | Atkinson |

|  |           |               |
|  | Marcatori | 19’, 77’ Jota |

## Statistiche

### Statistiche di squadra
Statistiche aggiornate al 22 maggio 2022.
| Competizione   | Punti | In casa | In casa | In casa | In casa | In casa | In casa | In trasferta | In trasferta | In trasferta | In trasferta | In trasferta | In trasferta | Totale | Totale | Totale | Totale | Totale | Totale | DR  |
| Competizione   | Punti | G       | V       | N       | P       | Gf      | Gs      | G            | V            | N            | P            | Gf           | Gs           | G      | V      | N      | P      | Gf     | Gs     | DR  |
| -------------- | ----- | ------- | ------- | ------- | ------- | ------- | ------- | ------------ | ------------ | ------------ | ------------ | ------------ | ------------ | ------ | ------ | ------ | ------ | ------ | ------ | --- |
| Premier League | 69    | 19      | 13      | 2       | 4       | 35      | 18      | 19           | 9            | 1            | 9            | 26           | 31           | 38     | 22     | 3      | 13     | 61     | 48     | +13 |
| FA Cup         | -     | 0       | 0       | 0       | 0       | 0       | 0       | 1            | 0            | 0            | 1            | 0            | 1            | 1      | 0      | 0      | 1      | 0      | 1      | -1  |
| League Cup     | -     | 4       | 3       | 0       | 1       | 10      | 3       | 2            | 1            | 1            | 0            | 6            | 0            | 6      | 4      | 1      | 1      | 16     | 3      | +13 |
| Totale         | -     | 23      | 16      | 2       | 5       | 45      | 21      | 22           | 10           | 2            | 10           | 32           | 32           | 45     | 26     | 4      | 15     | 77     | 52     | +25 |

### Andamento in campionato
| Giornata  | 1  | 2  | 3  | 4  | 5  | 6  | 7  | 8  | 9  | 10 | 11 | 12 | 13 | 14 | 15 | 16 | 17 | 18 | 19 | 20 | 21 | 22 | 23 | 24 | 25 | 26 | 27 | 28 | 29 | 30 | 31 | 32 | 33 | 34 | 35 | 36 | 37 | 38 |
| --------- | -- | -- | -- | -- | -- | -- | -- | -- | -- | -- | -- | -- | -- | -- | -- | -- | -- | -- | -- | -- | -- | -- | -- | -- | -- | -- | -- | -- | -- | -- | -- | -- | -- | -- | -- | -- | -- | -- |
| Luogo     | T  | C  | T  | C  | T  | C  | T  | C  | C  | T  | C  | T  | C  | T  | T  | C  | C  | T  | T  | C  | C  | T  | C  | T  | T  | C  | C  | T  | C  | T  | T  | C  | T  | C  | T  | C  | T  | C  |
| Risultato | P  | P  | P  | V  | V  | V  | N  | N  | V  | V  | V  | P  | V  | P  | P  | V  | V  | V  | V  | V  | P  | P  | N  | V  | V  | V  | P  | V  | V  | V  | P  | P  | P  | V  | V  | V  | P  | V  |
| Posizione | 17 | 19 | 20 | 13 | 13 | 10 | 11 | 12 | 10 | 6  | 5  | 5  | 5  | 5  | 7  | 6  | 4  | 4  | 4  | 4  | 4  | 4  | 6  | 5  | 6  | 6  | 6  | 4  | 4  | 4  | 5  | 5  | 5  | 4  | 4  | 4  | 5  | 5  |

Legenda:

Luogo: C = Casa; T = Trasferta. Risultato: V = Vittoria; N = Pareggio; P = Sconfitta.

### Statistiche dei giocatori
Sono in corsivo i calciatori che hanno lasciato la società a stagione in corso.
| Giocatore         | Premier League | Premier League | Premier League | Premier League | FA Cup   | FA Cup | FA Cup      | FA Cup     | Football League Cup | Football League Cup | Football League Cup | Football League Cup | Totale   | Totale | Totale      | Totale     |
| Giocatore         | Presenze       | Reti           | Ammonizioni    | Espulsioni     | Presenze | Reti   | Ammonizioni | Espulsioni | Presenze            | Reti                | Ammonizioni         | Espulsioni          | Presenze | Reti   | Ammonizioni | Espulsioni |
| ----------------- | -------------- | -------------- | -------------- | -------------- | -------- | ------ | ----------- | ---------- | ------------------- | ------------------- | ------------------- | ------------------- | -------- | ------ | ----------- | ---------- |
| P. Aubameyang     | 14             | 4              | 3              | 0              | 0        | 0      | 0           | 0          | 1                   | 3                   | 0                   | 0                   | 15       | 7      | 3           | 0          |
| F. Balogun        | 2              | 0              | 0              | 0              | 0        | 0      | 0           | 0          | 2                   | 0                   | 1                   | 0                   | 4        | 0      | 1           | 0          |
| H. Bellerín       | 0              | 0              | 0              | 0              | 0        | 0      | 0           | 0          | 0                   | 0                   | 0                   | 0                   | 0        | 0      | 0           | 0          |
| C. Chambers       | 2              | 0              | 0              | 0              | 0        | 0      | 0           | 0          | 3                   | 1                   | 0                   | 0                   | 5        | 1      | 0           | 0          |
| M. Elneny         | 14             | 0              | 1              | 0              | 0        | 0      | 0           | 0          | 3                   | 0                   | 0                   | 0                   | 17       | 0      | 1           | 0          |
| Gabriel           | 35             | 5              | 7              | 1              | 0        | 0      | 0           | 0          | 3                   | 0                   | 0                   | 0                   | 38       | 5      | 7           | 1          |
| R. Holding        | 15             | 1              | 4              | 1              | 1        | 0      | 0           | 0          | 5                   | 0                   | 1                   | 0                   | 21       | 1      | 5           | 1          |
| S. Kolašinac      | 2              | 0              | 1              | 0              | 1        | 0      | 0           | 0          | 2                   | 0                   | 1                   | 0                   | 5        | 0      | 2           | 0          |
| A. Lacazette      | 30             | 4              | 0              | 0              | 1        | 0      | 0           | 0          | 5                   | 2                   | 1                   | 0                   | 36       | 6      | 1           | 0          |
| B. Leno           | 4              | -9             | 0              | 0              | 1        | -1     | 0           | 0          | 3                   | -1                  | 0                   | 0                   | 8        | -11    | 0           | 0          |
| A. Lokonga        | 19             | 0              | 5              | 0              | 1        | 0      | 0           | 0          | 4                   | 0                   | 0                   | 0                   | 24       | 0      | 5           | 0          |
| A. Maitland-Niles | 8              | 0              | 0              | 0              | 0        | 0      | 0           | 0          | 3                   | 0                   | 0                   | 0                   | 11       | 0      | 0           | 0          |
| P. Marí           | 2              | 0              | 1              | 0              | 0        | 0      | 0           | 0          | 1                   | 0                   | 0                   | 0                   | 3        | 0      | 1           | 0          |
| G. Martinelli     | 29             | 6              | 2              | 1              | 1        | 0      | 1           | 0          | 6                   | 0                   | 1                   | 0                   | 36       | 6      | 4           | 1          |
| R. Nelson         | 1              | 0              | 0              | 0              | 0        | 0      | 0           | 0          | 0                   | 0                   | 0                   | 0                   | 1        | 0      | 0           | 0          |
| E. Nketiah        | 21             | 5              | 3              | 0              | 1        | 0      | 0           | 0          | 5                   | 5                   | 0                   | 0                   | 27       | 10     | 3           | 0          |
| M. Ødegaard       | 36             | 7              | 4              | 0              | 1        | 0      | 0           | 0          | 3                   | 0                   | 0                   | 0                   | 40       | 7      | 4           | 0          |
| A. Okonkwo        | 0              | 0              | 0              | 0              | 0        | 0      | 0           | 0          | 0                   | 0                   | 0                   | 0                   | 0        | 0      | 0           | 0          |
| N. Pépé           | 20             | 1              | 0              | 0              | 0        | 0      | 0           | 0          | 3                   | 2                   | 0                   | 0                   | 23       | 3      | 0           | 0          |
| A. Ramsdale       | 34             | -39            | 1              | 0              | 0        | 0      | 0           | 0          | 3                   | -2                  | 0                   | 0                   | 37       | -41    | 1           | 0          |
| B. Saka           | 38             | 11             | 6              | 0              | 1        | 0      | 0           | 0          | 4                   | 1                   | 0                   | 0                   | 43       | 12     | 6           | 0          |
| E. Smith Rowe     | 33             | 10             | 1              | 0              | 0        | 0      | 0           | 0          | 4                   | 1                   | 0                   | 0                   | 37       | 11     | 1           | 0          |
| R. Rúnarsson      | 0              | 0              | 0              | 0              | 0        | 0      | 0           | 0          | 0                   | 0                   | 0                   | 0                   | 0        | 0      | 0           | 0          |
| C. Soares         | 21             | 1              | 3              | 0              | 1        | 0      | 0           | 0          | 4                   | 0                   | 1                   | 0                   | 26       | 1      | 4           | 0          |
| N. Tavares        | 22             | 1              | 2              | 0              | 1        | 0      | 0           | 0          | 5                   | 0                   | 0                   | 0                   | 28       | 1      | 2           | 0          |
| Thomas            | 24             | 2              | 6              | 0              | 0        | 0      | 0           | 0          | 2                   | 0                   | 2                   | 1                   | 26       | 2      | 8           | 1          |
| C. Patino         | 0              | 0              | 0              | 0              | 1        | 0      | 0           | 0          | 1                   | 1                   | 0                   | 0                   | 2        | 1      | 0           | 0          |
| K. Tierney        | 22             | 1              | 0              | 0              | 1        | 0      | 0           | 0          | 2                   | 0                   | 0                   | 0                   | 25       | 1      | 0           | 0          |
| T. Tomiyasu       | 21             | 0              | 2              | 0              | 0        | 0      | 0           | 0          | 1                   | 0                   | 1                   | 0                   | 22       | 0      | 3           | 0          |
| L. Torreira       | 0              | 0              | 0              | 0              | 0        | 0      | 0           | 0          | 0                   | 0                   | 0                   | 0                   | 0        | 0      | 0           | 0          |
| B. White          | 32             | 0              | 3              | 0              | 1        | 0      | 0           | 0          | 4                   | 0                   | 0                   | 0                   | 37       | 0      | 3           | 0          |
| Willian           | 0              | 0              | 0              | 0              | 0        | 0      | 0           | 0          | 0                   | 0                   | 0                   | 0                   | 0        | 0      | 0           | 0          |
| G. Xhaka          | 27             | 1              | 10             | 1              | 0        | 0      | 0           | 0          | 3                   | 0                   | 0                   | 1                   | 30       | 1      | 10          | 2          |